# Литовская национальная библиотека имени Мартинаса Мажвидаса
Лито́вская национа́льная библиоте́ка имени Мартинаса Мажвидаса (лит. Lietuvos nacionalinė Martyno Mažvydo biblioteka) — крупнейшая в Литве научная и (с 1991 года) парламентская библиотека; государственное универсальное хранилище литовских, литуанистических и зарубежных изданий; национальный архив печати, а также координционационный центр национальной библиографии, государственной регистрации литуанистических изданий и научно-методической деятельности библиотек страны. Располагается в Вильнюсе на проспекте Гядиминаса (Gedimino pr. 51). Открыта без ограничений для всех граждан Литвы и других стран. Преимущества предоставляются удовлетворению потребностей в науке, образовании, информации, культуре. На 2 января 2006 года штат составлял 529 работников, из них 378 профессиональных библиотекарей. В 2018 году у библиотеки было 14597 пользователей, за год выдано 828219 документов, побывало в библиотеке 470530 посетителей.

## История
Основана в 1919 году в Каунасе как Центральная государственная библиотека (Lietuvos Centrinis knygynas), с 1944 года — Центральная государственная библиотека Литовской ССР, с 1951 года Государственная республиканская библиотека Литовской ССР (Lietuvos TSR centrinė valstybinė biblioteka). В 1963 году переведена в Вильнюс и размещена в специально построенном для неё здании.
В 1988 году библиотеке присвоено имя литовского первопечатника Мартинаса Мажвидаса. С присвоением статуса национальной библиотеки с 30 мая 1989 года носит название Литовская национальная библиотека имени Мартинаса Мажвидаса.

## Функции
Библиотека является государственным универсальным хранилищем литовских, литуанистических и зарубежных документов и национальным архивным фондом опубликованных в Литве документов. Выполняет функции парламентской библиотеки, депозитной библиотеки Европейского союза, Всемирного банка, МАГАТЭ и ряда других международных организаций, а также центра
- государственной регистрации национальной библиографии и литуанистических изданий,
- предоставления и регистрации международных стандартных номеров книг и сериальных изданий,
- статистического учёта опубликованных в Литве изданий,
- информации по социальным и гуманитарным наукам, по экономике и культуре,
- координации исследовательской и методической работы библиотек страны,
- Интегральной информационной системы библиотек Литвы LIBIS (Lietuvos integralios bibliotekų informacijos sistemos).

Библиотека предоставляет возможность пользоваться фондами книг, периодических сериальных и информационных изданий, рукописей, микрофильмов, видео- и аудиодокументами, старинных и редких изданий, компактных дисков, документов Литвы, зарубежных стран и международных организаций, локальными и удалёнными базами данных, традиционными и компьютерными каталогами, Интернетом. Постоянно устраиваются выставки и проводятся различные мероприятия, встречи с писателями, конференции.

## Фонд
В 1985 году собрание библиотеки насчитывало 4,2 млн единиц хранения, в том числе 15000 редких изданий (из них 56 инкунабул, 700 палеотипов), 200000 альбомов репродукций, гравюр, эстампов, фотографий, 81000 нот, 43000 грампластинок. Ежегодный прирост фондов составляет около 160000 экземпляров и в 1988 году фонды выросли до 5 млн томов. Фонд литуанистики составляет свыше 400 000 изданий, собрание рукописей — свыше 50000 единиц. На 2006 год собрание библиотеки состояло из 6912266 физических единиц хранения. На начало 2019 года фонд библиотеки составлял более 6,4 млн единиц (около 17 млн названий). В библиотеке хранится 68 инкунабул, 700 палеотипов, коллекция старых и редких изданий — книги XV—XVIII веков (30 000 единиц) и периодика, карты, ноты, документы, принадлежавшие государственным, светским и церковным учреждениям, библиотекам богослова Иоанна Хризостома Гинтылло и жемайтийского епископа Мельхиора Гедройца.

## Здание
Здание проектировали архитектор Виктор Аникин (выпускник Ленинградского инженерно-строительного института, после Второй мировой войны работавший в Вильнюсе), а также инженер Циприёнас Стримайтис (Ciprijonas Strimaitis) и архитектор Владимир Олейниченко. Спроектированное в 1953 году, оно возводилось на протяжении десяти лет: строительство было завершено в 1963 году. При этом первоначальный проект претерпел изменения.
Здание относят к примерам «социалистического неоклассицизма ленинградского типа». Оно симметричной композиции. У главного фасада по проекту предполагался обильно декорированный портик с восемью колоннами. Реализован проект был частично, с упрощением декора. Перед библиотекой сформирована площадь со сквером.
В интерьере доминирует парадный вестибюль с широкой лестницей, окружённый колоннами. Вокруг вестибюля на трёх этажах располагаются читальные залы. Интерьер украшен витражом. Стены и пилястры вестибюля отделаны искусственным мрамором.
В 1990-х годах завершена большая пристройка с тыльной стороны библиотеки. Из-за обнаружившихся в 2004 году трещин в стене и состояния несущих колонн первого этажа в ноябре 2008 года началась масштабная реконструкция основного здания библиотеки. Работы стоимостью 56 240 976 литов планировалось закончить в декабре 2011 года. Во время реконструкции работали читальные залы и службы библиотеки в новой пристройке. После капитальной реконструкции, длившейся восемь лет, библиотека заново открылась 2 сентября 2016 года. Ремонт, отделка и мебель стоили около 26 миллионов евро (часть средств поступила из структурных фондов ЕС).